# Петраш, Ладислав
Ладислав Петраш (словац. Ladislav Petráš, родился 1 декабря 1946 года в Прьевидзе) — чехословацкий футболист и футбольный тренер, чемпион Европы 1976 года. Словак по национальности.

## Карьера игрока

### Клубная
За свою карьеру выступал в чехословацких клубах «Баник» из Прьевидзы, «Дуклу» из Банской-Бистрицы и «Интер» из Братиславы, а на склоне лет провёл три сезона в австрийском клубе ВАК. В составе «Дуклы» стал лучшим бомбардиром сезона 1968/69, в составе «Интера» повторил этот успех в сезоне 1974/75 (и там, и там он забил по 20 голов). Всего за карьеру провёл 239 игр и забил 85 мячей.

### В сборной
В сборной Чехословакии выступал на Олимпиаде в Мехико 1968 года, а также на чемпионате мира 1970 года, который также проходил в Мексике, и на первенстве Европы 1976 года. На мундиале сыграл три матча и забил два гола, на Евро-1976 не сыграл ни одной встречи, однако стал его победителем.

## Карьера тренера
По окончании игровой карьеры работал в братиславском «Интере» и сборной Словакии как помощник тренера. В 2005 году возглавил словацкую сборную в возрасте до 21 года, однако не смог вывести её на чемпионат Европы 2007 года и вскоре был уволен.